# Fendi

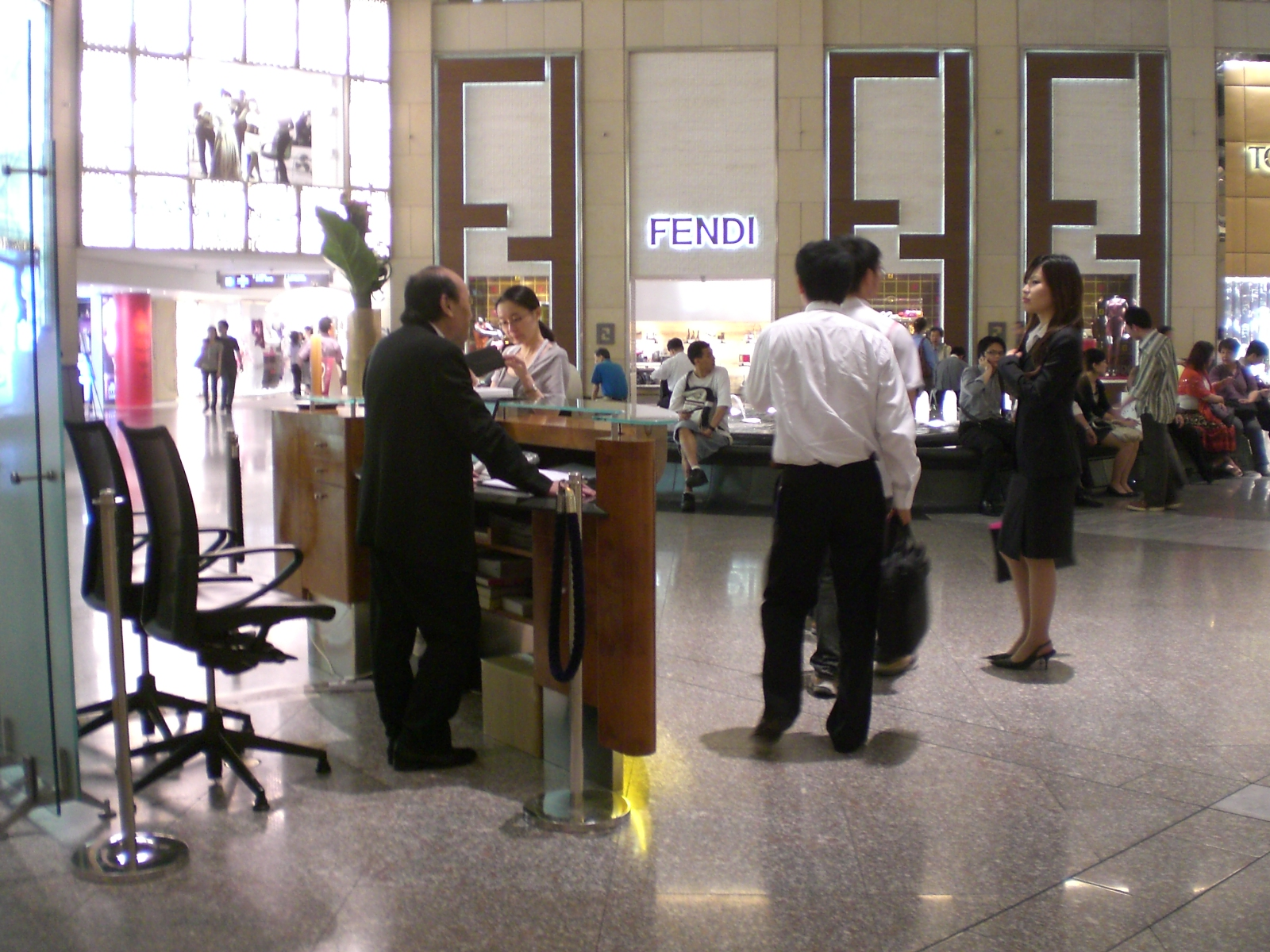
Winkel van Fendi in Hongkong

Fendi is een Italiaans modehuis dat onder andere bekend is van zijn Baguette-handtassen. Fendi werd in 1918 gesticht en werd in 1925 gelanceerd als een bont- en leerwinkel in Rome, maar staat nu bekend als een multinationaal modehuis van luxegoederen. Fendi is deel van LVMH, het grootste conglomeraat van luxegoederen ter wereld. Karl Lagerfeld was creatief directeur van Fendi.

## Geschiedenis
Fendi werd gesticht door Adele Casagrande, die toen een bont- en lederwinkel opende in de Via del Plebiscito in centraal Rome. Toen Adele in 1925 trouwde met Edoardo Fendi, besloten ze om de naam in Fendi te veranderen. De zaken bloeiden, en een nieuwe winkel werd geopend in de Via Piave in 1932. Tegen 1946, ging Paola, oudste van de vijf dochters van het paar, voor de firma op vijftienjarige leeftijd werken, die door haar zusters Carla, Anna, Franca, en Alda werd gevolgd. Elk van de dochters erfde 20% van het bedrijf.
In 1968 tekende Duits ontwerper Karl Lagerfeld voor Fendi, hij creëerde het dubbele F-symbool van Fendi. Het FF embleem werd een groeiend internationaal statussymbool. Marvin Traub, voorzitter van Bloomingdale, ontdekte de lederen goederen van Fendi en introduceerde het merk aan de Verenigde Staten. Spoedig volgden andere ‘department stores’ en Fendi werd een goed vertegenwoordigd merk.
In 1969 stelde Fendi zijn eerste pret-à-porter-collectie voor in het Palazzo Pitti in Florence, waarbij de constant veranderende technieken en creatieve ontwerpen zorgden voor een betaalbare en kwalitatieve bontcollectie. Doordat de zussen geen geschikte stoffen vonden die ze wilden laten zien bij hun bontcollectie, ontstond de pret-a-porter-collectie die opnieuw een groot succes werd. In 1999 verkochten ze Fendi aan LVMH en Prada, wat hen naar schatting 850 miljoen Amerikaanse dollar opleverde nadat ze het bod van Gucci hadden afgeslagen. Sindsdien heeft LVMH Prada opgekocht en investeren ze fors in beide merken en breiden ze het netwerk van boetieks tot 117 uit.
Op 19 oktober 2007 verbaasde Fendi de wereld en stelde ze een collectie voor op de Chinese Muur. Ze showden de nieuwste collectie van Karl Lagerfeld en Silvia Venturini en speciaal ontworpen outfits voor de voorstelling op de Chinese Muur. 88 modellen uit Azië en andere landen showden oosterse en westerse outfits uit de collectie Lente / Zomer ’08 aan meer dan 500 gasten, media en VIP.

## Het dubbele F-symbool
Meestal aangeduid als de “Zucca” print in zijn originele vorm en “Zucchino” in zijn smallere context. Fendi’s dubbele F logo werd voor het eerst ontworpen door Karl Lagerfeld in zijn eerste collectie voor Fendi in 1966 en het was een afkorting voor het mantra 'Fun Fur'. Het patroon was eerst bedoeld voor de zijde sjaaltjes die langs het bont gepresenteerd werden maar werd daarna iconisch. Daardoor gebruiken ze het tot op de dag van vandaag nog op verschillende producten, met inbegrip van handtassen, portefeuilles, bagage, schoenen en kleding. Kanye West verscheen eenmaal op een feestje met het logo in zijn hoofd geschoren.

## Fendi-lijnen
- Fendissime - Deze ‘jonge’ lijn, verwant aan Miu Miu en Prada, werd in 1962 door Karl Lagerfeld met input en samenwerking van de vijf dochters gevormd.
- Fendi Casa - De nieuwste lijn van Fendi biedt een grote verscheidenheid aan huismeubilair. Meubilair, sofa’s, armstoelen, poufs, slaapbanken, lounge-stoelen,… Items in het alledaagse leven met de typische Fendi-stijl en cultuur.
- Prêt-à-porter - Dit omvat alle prêt-à-porter-lijnen van Fendi en wordt verkocht in de tien wereldwijde Fendi-boetieks en department stores.
- Bont - Fendi’s bontlijn onderscheidt zich van zijn concurrenten als een merk dat alle bontproducten omvat.
- Parfum - Fendi lanceerde zijn eerste parfum, ‘Fendi for Women’, in 1985. De lijn werd uitgebreid tot ‘Theorema Uomo’ en ‘Fendi Uomo’ (voor mannen) en ‘Celebration’ and ‘Fantasia’ (for women).
- Brillen - Fendi’s brillenlijn omvat zowel zonnebrillen als brillen die oogheelkundig zijn voorgeschreven.
- Uurwerken - Fendi heeft ook een uurwerkenlijn die voor een deel van Zwitserse makelij is.
- Pennen - Fendi gaf in 1989 de toestemming om hun naam en embleem voor pennen te gebruiken, maar in 2000 bleek deze overeenkomst verlopen te zijn.